# Ферма метеликів
«Ферма метеликів» (пол. Tuczarnia motyli) — дитячий роман Марціна Щигельського, що вийшов у видавництві Bajka 2014 року. Друга книга в циклі пригод Майки.

## Сюжет
Події другої частини роману «Чарівниця поверхом нижче» відбуваються взимку. У Варшаві повторюється катаклізм, цього разу він пов'язаний з безпрецедентним, величезним снігопадом. Сніжні кучугури вже сягають другого поверху будівель, мешканці яких рухаються по тунелю, викопаному під ними, а єдиним засобом для пересування залишилося метро. Оскільки школи закриті, батьки знову відправляють Майю до тітки. Цього разу дівчина приймає їх рішення з радістю, але коли через два дні подорожі вона дістається до Щецину, виявляється, що нічого не їй про свято. Тітка та її сестра Монтерова, через помилку в ритуалі, занадто омолодилися й тепер перша з них виглядає як однолітка Майї, а друга — як чотирирічна дитина. Засніжений сад видається Майї гнітючим, окрім цього Фоксі впала в міцний сон, вона навіть не бажає вставати з ліжка, а і Злочисті лілії — повзучі магічні гуманні рослини, здатні контролювати час — були вкрадені. Майя вирішує стати детективом і знайти крадія. Під час розслідування вона йде до старої, покинутої теплиці, яка стоїть біля тітчиного саду. Там, завдяки закляттю, дівчина зменшується до розміру запальнички й потрапляє в осередок сторічної війни, керованої чотирма метеликами, які живуть в світі Оранжереї. Потрапивши в політичний конфлікт, Майя намагається примирити конфліктуючі сторони, й, до речі, дізнається, що створення Світу Оранжереї безпосередньо пов'язане з таємницею зникнення її прапрапрапрабабусі Ніни — найсильнішої відьми в історії сім'ї.

## Повчальні мотиви
У романі «Ферма метеликів» насамперед розповідається про засади, які регулюють політику, і пояснюється молодим читачам те, що таке демократія. Інша провідна тема роману — відносність плину часу та поняття, пов'язані з віком та розміром. Майя — бунтарка проти нової ролі своєї старшої сестри і той факт, що, хоча її батьки кажуть, що вона стала «дорослішою», вона все ще занадто мала, щоб розв'язувати питання, які стосуються неї — раптом вона виявляється старше її двоюрідної сестри, і одночасно менше, ніж вона.

## Нагороди та відзнаки
- 2015 — головна премія 7-о Конкурсу дитячої літератури імені Галини Скробишевської та розміщення роману в Книзі Казначейства Музею дитячої книги[11].

## Додаткова інформація
Роман «Ферма метеликів» у 2015 році отримала номінацію на головний приз у літературному конкурсі Казка року IBBY 2015.
Автор обкладинок та ілюстрацій у всіх виданнях циклу пригод Майї — Магда Возик.